# کمیته هماهنگی ملی سوریه
کمیته هماهنگی ملی (به عربی: هيئة التنسيق الوطنية لقوى التغيير الديمقراطي : به انگلیسی، آوانگاری: National Coordination Committee for Democratic Change) ائتلاف اپوزیسیون سوریه به ریاست حسن عبدالعظیم است، که متشکل از حدود ۱۳ حزب سیاسی (عمدتاً چپ) و فعالان سیاسی مستقل، از جمله سه حزب سیاسی کرد و فعالان سیاسی جوان می‌باشد . کمیته هماهنگی ملی سوریه در جریان خیزش سوریه ۲۰۱۲-۲۰۱۱ در داخل و خارج از سوریه فعالیت می‌کند.